# Rue du Saint-Gothard
La rue du Saint-Gothard est une voie du 14e arrondissement de Paris, en France.

## Situation et accès
La rue du Saint-Gothard est une voie publique située dans le 14e arrondissement de Paris. Elle débute au 45, rue Dareau et se termine au 6, rue d'Alésia.

## Origine du nom
Cette rue tient son nom du massif alpin du Saint-Gothard. Cette région des montagnes suisses se répartit entre les cantons du Valais, du Tessin, d'Uri et des Grisons. Ce massif est connu pour constituer une frontière naturelle entre le Nord et le Sud de l'Europe.

## Historique
Cette voie est un ancien chemin tracé sur le plan de Roussel de 1730, dont la partie située entre la rue Dareau et le boulevard Jourdan était une partie du « chemin des Prêtres » et qui a été réduite lors de la création du parc Montsouris.
Les nombreux charrois des carriers qui empruntaient cette voie, non pavée, creusèrent de profondes ornières. Ceci eut pour conséquence l’effondrement, au niveau du no 29, d’une partie de l’aqueduc Médicis.
Cette voie de l'ancienne commune de Montrouge est intégrée à la Voirie de Paris par décret du 23 mai 1863. Avant l’annexion de 1859, elle marquait la limite entre cette commune et celle de Gentilly.

## Bâtiments remarquables et lieux de mémoire
- No 8 : Chaïm Soutine eut son atelier à cette adresse. Il habitait avenue René-Coty[3].
- No 16 : le photographe Brassaï (1899-1984) habitait à cette adresse[4]. En 1889, au retour d'Arles où il avait rejoint Vincent Van Gogh pour l'automne précédent, Paul Gauguin loue un atelier au 16, rue du Saint-Gothard, afin de participer au Salon des XX et, plus largement, d'être présent pour l'exposition universelle qui se tient à Paris à l'occasion du centenaire de la Révolution française. Il réalise dans cet atelier plusieurs gravures sur zinc (série Volpini)[5]. Amedeo Modigliani a également vécu à cette adresse en 1910, de même que le sculpteur Claude Mercier à partir de 1952.

Cet Immeuble est inscrit au titre des monuments historiques (arrêté du 17 octobre 2006, publié au JO du 24 mars 2007).

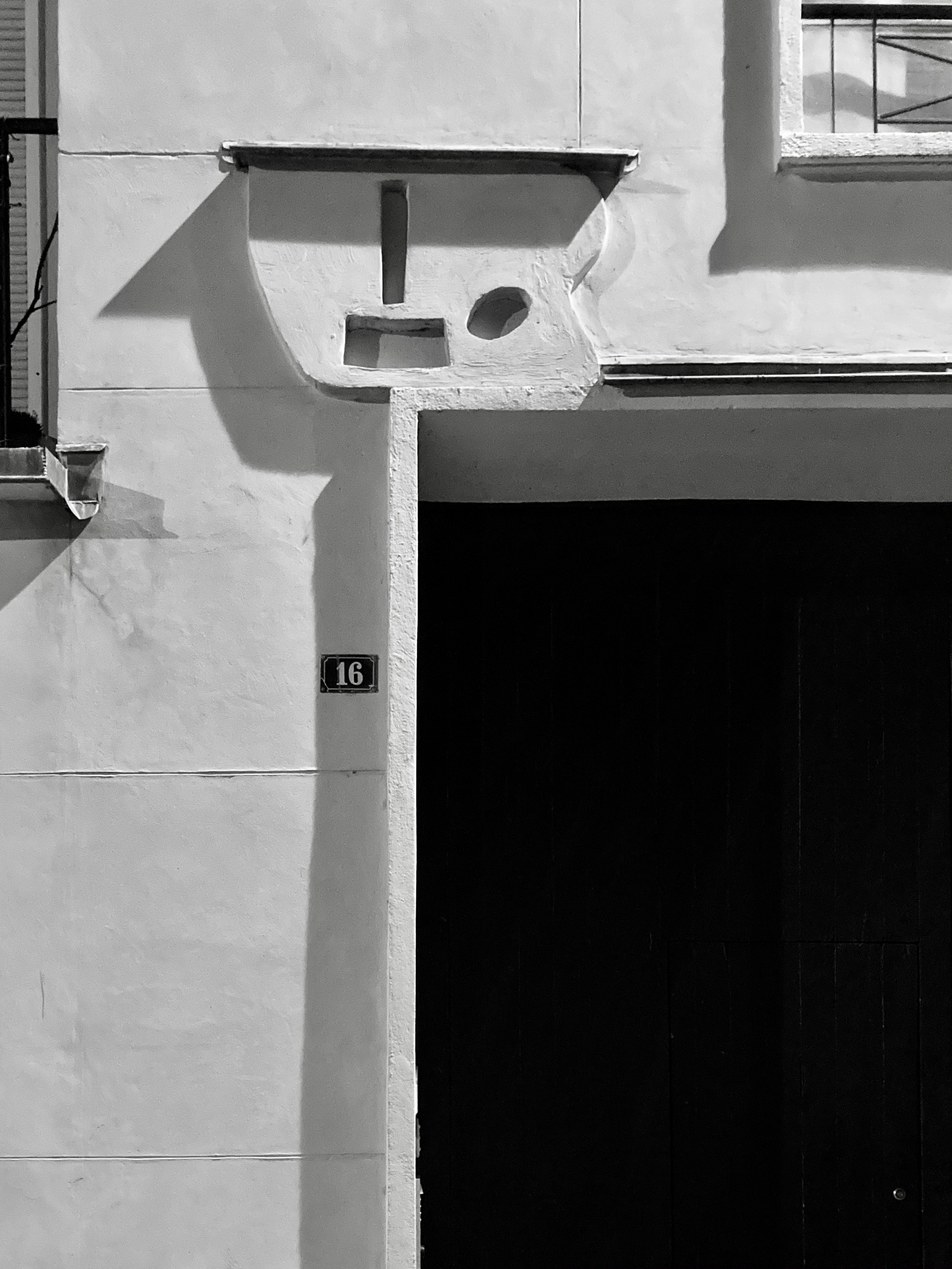
Symboles au-dessus de l’entrée du no 16.

- No 18 : en 1880, Joseph-Arthème Fayard fait construire un magasin-dépôt, en bois, pour développer ses activités. Le local est entièrement détruit par un incendie, en 1905. L’éditeur fait reconstruire un immeuble en brique. Il le conserve jusqu’en 1968, date à laquelle il le vend à la RATP. Ce sont, aujourd’hui, des logements sociaux[7].
- La rue est censée abriter le domicile de Dudon, personnage principal du roman de Georges Simenon Une vie comme neuve.